# Markus Katzer
Markus Katzer (Wenen, 11 december 1979) is een Oostenrijkse voetballer (verdediger) die sinds 2004 voor de Oostenrijkse eersteklasser Rapid Wien uitkomt. Met Rapid Wien werd hij tweemaal landskampioen (2005, 2008).
Katzer speelde sinds 2003 elf wedstrijden voor de Oostenrijkse nationale ploeg. Hij debuteerde op 20 augustus 2003 tegen Costa Rica (2-0 winst).

## Carrière
- ?-2000: ASK Erlaa (jeugd)
- 2000-2004: Admira Wacker
- 2004- nu : Rapid Wien

## Erelijst
Rapid Wien
- Bundesliga

2005, 2008